# Галкина, Александра Геннадьевна
Александра Геннадьевна Галкина (10 октября 1982, Москва) — современная российская художница, куратор, инициатор и одна из участниц коллективного нет-арт-проекта Megazine.biz.

## Биография
Родилась в 1982 году в Москве.
Участница проекта «Школа современного искусства» Авдея Тер-Оганьяна.
Принимала участие в проекте Анатолия Осмоловского Внеправительственная контрольная комиссия, так в 1998 году в возрасте 15 лет участвовала в хэппенинге «Баррикада на Большой Никитской». С 1998 по 2005 год входила в общество «Радек». В 2004 году закончила Столичный гуманитарный институт. Помимо художественной деятельности пишет критические тексты о современном искусстве для Художественного журнала и интернет-газеты «Рабкор».
В рамках «Инновации-2009» Александра Галкина была награждена специальным призом от фонда Stella Art.
В 2011–2014 гг. сотрудничала с фондом В. Смирнова и К. Сорокина, в том числе пользовалась коллективной мастерской фонда на улице Буракова.
В 2014-2015 гг. художница создала несколько работ в виде игровых арт-баров. Кроме того, в 2015 году под именем DJ Galqueena ею были отыграны три сета-перформанса на вернисажах групповых выставок — владивостокской выставки «Её», московской выставки «Кинотеатр повторного фильма», а также на открытии расширенной версии «Кинотеатра повторного фильма» в Казани. Каждый раз сет практически полностью был составлен из композиций и аудиозаписей, записанных разными художниками в период между 1913 и 2014 годами.
В 2018 годах вошла в Российский инвестиционный художественный рейтинг 49ART, представляющий выдающихся современных художников в возрасте до 50 лет.

## Персональные выставки
- 2019 — «Прошу под стол». Третьяковская галерея, Москва.
- 2016 — «Осторожно, сосульки!». XL-галерея, «Винзавод», Москва.
- 2014 — «mini-BAR». Галерея «Светлана», Москва.
- 2011 — «Сделано» (совм. с Давидом Тер-Оганьяном). Галерея «Paperworks», Москва[6][7].
- 2011 — «Лицом к стене», в рамках проекта «Волчок». ARCOmadrid 2011, Мадрид[8][9].
- 2009 — «Пип-шоу». Квартирная галерея «Черёмушки», Москва[10].
- 2009 — «Масштаб» (совм. с Давидом Тер-Оганьяном). Diehl + Gallery One, Москва.
- 2008 — «Free all jpegs» (совм. с Давидом Тер-Оганьяном). Галерея «Reflex», АртСтрелка, Москва.
- 2006 — «Вы арестованы» (совм. с Давидом Тер-Оганьяном). УВД ЦАО, Москва.
- 2005 — Без названия. Галерея-витрина Давида Тер-Оганьяна на АртСтрелке, Москва.
- 2004 — «Трафареты». Третьяковская галерея, Москва.
- 2003 — «Закрашенные граффити». Третьяковская галерея, Москва.

## Избранные групповые выставки
| - 2015 — «Кинотеатр повторного фильма». ЦСК «Смена», Казань. - 2015 — «Нет времени». «Винзавод», цех белого, Москва. - 2015 — «Кинотеатр повторного фильма». Круговая кинопанорама, ВДНХ, Москва. - 2015 — Фестиваль «Форма». Террит. завода «Кристалл», Москва. - 2015 — «Её». ЦСИ «Заря», Владивосток. - 2014 — «Бэкстэйдж». Открытая студия, Москва. - 2013 — «Рисовать». Галерея «Анна Нова», С.-Петербург. - 2013 — «Феминистский карандаш-2». «Artplay», Москва — без согласия кураторов. - 2013 — «Ничего подобного». Музей Москвы, Провиантские склады, Москва. - 2013 — «Punkt bez JA». Галерея «Арсенал», Белосток. - 2013 — «Побочные эффекты». EKKM, Таллин. - 2013 — «Система координат». Ермилов-центр, Харьков. - 2012 — «Вещи, слова и последствия». ММСИ, Москва. - 2012 — «Шоссе Энтузиастов». Дворец Каза деи Тре Очи, Венеция. - 2012 — «Склад современного искусства». Мастерская Ж. Кадыровой, Киев. - 2012 — «Angry Birds». Музей современного искусства, Варшава. - 2012 — Без названия. «Набоков и Ко», Москва. - 2012 — «Génération P». Мэрия города Ле-Кремлен-Бисетр (под Парижем). - 2011 — «Свобода выбора», Пrоект_Fабrика, Москва. - 2011 — «Вкл. Выкл.», «Артхаус» (в рамках «Arthouse Squat Forum»), Москва. - 2011 — «Аудитория Москва». Белые палаты, Москва. - 2011 — «Модерникон. Современное искусство из России». Дворец Каза деи Тре Очи, Венеция. | - 2011 — «An Elusive Object of Art». Галерея Даны Чаркази, Вена. - 2011 — «Учебная тревога». Knoll Galerie, Viennafair, Вена. - 2010 — «Предельно/Конкретно (Новый канон)». PERMM, Пермь. - 2010 — WC, альт. программа Cosmoscow. «Красный Октябрь», Москва. - 2010 — «Манифеста-8». Мурсия. - 2010 — «Модерникон». Фонд Сандретто Ре Ребауденго, Турин. - 2010 — «Tape It». Центр современного искусства OUI, Гренобль. - 2010 — «Концептуализм: здесь и там». Южно-российская биеннале, МСИИД, Ростов-на-Дону. - 2009 — «Город победителей». Галерея «Виктория», Самара. - 2009 — «Завоёванный город». Риджина, Москва. - 2009 — «Русский леттризм». ЦДХ, Москва. - 2009 — «Мавзолей бунта». Фонд Stella Art, Москва. - 2008 — «Молодые, агрессивные». Университет искусств Мусасино, Токио. - 2007 — «14 групповых фотографий». Галерея «Reflex», АртСтрелка, Москва. - 2007 — «Прогрессивная ностальгия». ЦСИ Луиджи Печчи, Прато. - 2007 — «Хороший, плохой, злой». Фонд Stella Art, Москва. - 2007 — «Возвращение памяти». Куму, Таллин. - 2007 — «Свидетели невозможного». Московский центр искусств, Москва. - 2006 — «Модус Р: русский формализм сегодня». Здание Ньютон, Майами. - 2006 — «8=8». L-галерея, Москва. - 2005 — «Портрет лица». ЦСИ М’Арс, Москва. - 2005 — «Русский поп-арт». Третьяковская галерея, Москва. |

## Работы находятся в собраниях
- Третьяковская галерея, Москва.
- Русский музей, Санкт-Петербург.
- Фонд Сандретто Ре Ребауденг, Турин, Италия.
- Центр современного искусства Луиджи Печчи, Прато, Италия.
- Фонд Stella Art, Москва.
- Фонд В. Смирнова и К. Сорокина, Москва.
- Корпоративная коллекция «Газпромбанка», Москва.
- Частное собрание Терезы Мавики, Москва.
- Частное собрание Симона Мраза, Москва.

## Цитаты
- «После запуска „Мегазина“ мы заметили интересный эффект. Некоторые люди рассматривают картинки, получают эстетическое удовольствие, но в какой-то момент происходит фрустрация. Они застревают, когда понимают, что не могут ничего купить. И для нас это и стало фундаментальным смыслом проекта. Вы сможете посмотреть на нарисованные товары, но купить в этой жизни вы их не сможете»[2]. — Александра Галкина.